# Luca Solari
Luca Solari (Castel San Giovanni, 2 ottobre 1979) è un ex ciclista su strada italiano, professionista dal 2003 al 2011.

## Palmarès

### Strada
- 2000 (San Pellegrino-Bottoli-Artoni, una vittoria)

Gran Premio Colli Rovescalesi
- 2001 (San Pellegrino-Bottoli-Artoni, due vittorie)

Coppa Città di Asti
2ª tappa Triptyque Ardennais (Kelmis > Malmedy)
- 2002 (Marchiol-Hit Casino's-Safi-Site-Frezza, sei vittorie)

Giro del Valdarno
Gran Premio Colli Rovescalesi
Classifica generale Giro della Regione Friuli Venezia Giulia
Trofeo Gianfranco Bianchin
Gran Premio Cementizillo
Piccolo Giro d'Emilia
- 2003 (Mercatone Uno-Scanavino, una vittoria)

4ª tappa Ster Elektrotoer (Valkenburg aan de Geul > Verviers)
- 2007 (Team LPR, una vittoria)

Grand Prix Pino Cerami

## Piazzamenti

### Grandi Giri
- Vuelta a España

2005: ritirato (6ª tappa)

### Classiche monumento
- Milano-Sanremo

2007: 54º
2011: ritirato
- Parigi-Roubaix

2011: fuori tempo massimo
- Liegi-Bastogne-Liegi

2005: ritirato
- Giro di Lombardia

2005: 13º
2007: ritirato
2009: ritirato
2010: ritirato
2011: ritirato

### Competizioni mondiali
- Campionati del mondo

Lisbona 2001 - In linea Under-23: 8º